# Benedikty Tamás
Benedikty Tamás (eredeti neve: Horváth Tamás, Szeged, 1940. július 4. –) magyar író, költő.

## Élete
1956-ban harmadikos gimnazistaként, az akkori Ságvári Endre Gyakorló Gimnáziumban aktív résztvevője volt a forradalmi tüntetéseknek. 1965 őszén összeesküvés kezdeményezése, illetve államellenes izgatás vádjával letartóztatták és bebörtönözték. 1967-ben szabadult, a szegedi belügyesek folytonos zaklatásai miatt először Nyíregyházára, majd 1976-ban Budapestre költözött. Jogi tanulmányait 1971-ben fejezte be.
1990-ig dolgozott kirakatrendezőként, öntödei munkásként, ügyvédjelöltként, újságíróként. A rendszerváltás után szabadfoglalkozású lett, több 56-os témájú dokumentumfilm ötletadója, szerkesztője, riportere, írója. 1999 óta, halott corvinista barátja előtti tisztelgésül, Benedikty Tamás néven publikál.

## Művei
Horváth Tamás néven:
- Szamurájok (regény, 1989)
- A láthatatlan fészek (regény, 1990)
- Szállj le, édes szekér! (versprózák és novellák, 1992)

Benedikty Tamás néven:
- Szuvenír (regény, 1999, 2006)
- Majdnem boldogan. Válogatott versek, 1964–1974; Széphalom Könyvműhely, Bp., 2006
- A helytállás csöndje (esszék, 2009)
- Vallatás a vallomásról. Esszék és publicisztikai írások, Unicus, Budapest, 2015

## Díjai
- Magyar Művészetért díj (2008, Szuvenír című regényéért)
- A Magyar Érdemrend lovagkeresztje (2020)